# Egyleti tallér
Az egyleti tallér (németül: Vereinstaler, 1901 előtt -thaler, lásd: német helyesírás) egy ezüstalapú pénzláb (szabvány) volt, melyet a legtöbb német állam és az Osztrák Császárság használt a német egység létrejöttéig.

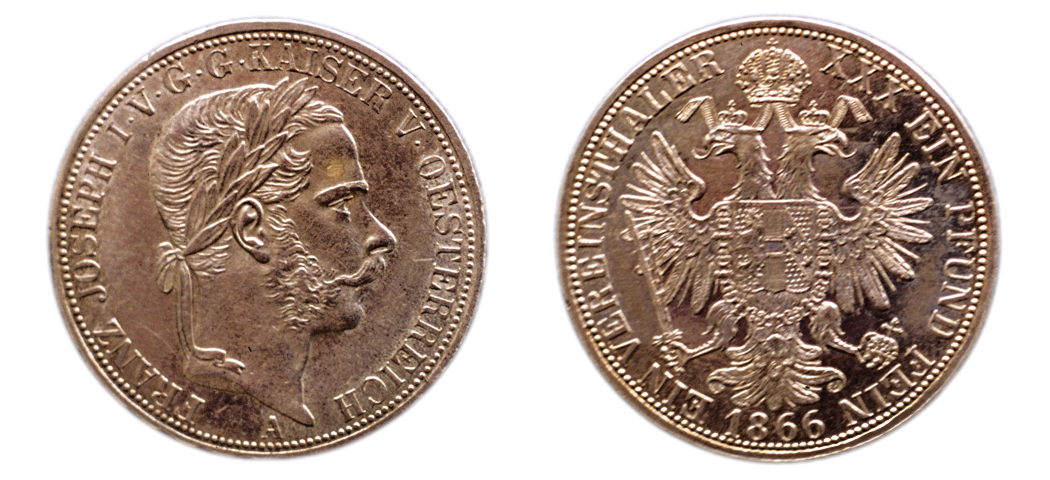
Osztrák egyleti tallér 1866-ból, I. Ferenc József császár és király, valamint az Osztrák Császárság címerének ábrázolásával.

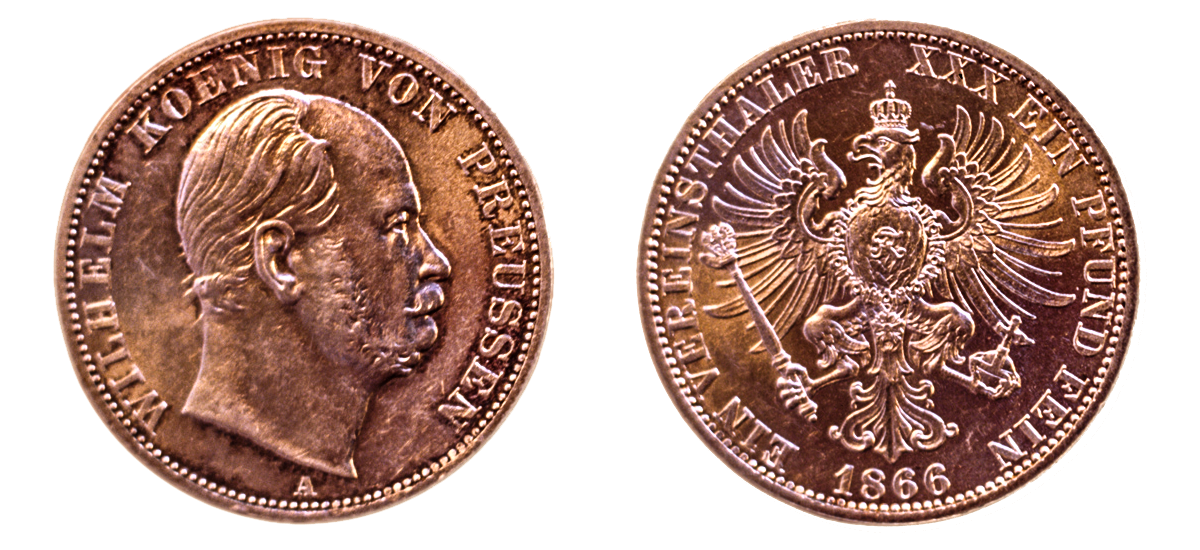
Porosz egyleti tallér 1866-ból, I. Vilmos porosz király, 1871-től német császár és a Porosz Királyság címerének ábrázolásával.

## Bevezetés
Az egyleti tallért 1857-ben létrejött bécsi pénzverési egyezmény (Wiener Münzvertrag) értelmében vezették be a korábbi tallérszabvány helyébe, mely utóbbinak a (kissé súlyosabb) porosz tallér szolgált alapjául. Míg a porosz tallér színezüsttartalmát 1/14 kölni márkában (16,704 gramm) határozták meg, addig az új egyleti tallérnak 1/30 fontban állapították meg (a font itt metrikus fontot, tehát 500 grammot jelent, vagyis az egyleti tallér színezüsttartalma 16,667 gramm).

## Forgalma az egyes államokban
Az egyleti tallér számos különféle pénznem alapjául szolgált. Poroszországban és több más észak-német államban az egyleti tallér volt az elszámolási egység (Talerländer, azaz tallér-országok). A porosz egyleti tallér váltópénze az ezüstgaras (Silbergroschen) és a pfennig (Pfennig) volt (1 porosz egyleti tallér = 30 ezüstgaras; 1 ezüstgaras = 12 pfennig)
A szász egyleti tallérnak az újgaras (Neugroschen) volt a váltópénze, értéke megegyezett a porosz ezüstgaraséval (tehát 1 szász egyleti tallér = 30 újgaras), de nem 12, hanem csak tíz pfennigre oszlott. Néhány más észak-német állam, mint például Hannover pénzrendszerében (lásd: hannoveri egyleti tallér) a garas (Groschen) nevet használták az ezüstgaras helyett a 12 pfennig értékű pénzegység jelölésére. Megint más államok, mint Mecklenburg és Hesse-Kassel az előbbiektől eltérő, sajátos pénzrendszert használtak (lásd: mecklenburgi egyleti tallér, illetve Hessen-Kasseli egyleti tallér.
A dél-német államok, beleértve Bajorországot is, a dél-német forintot használták elszámolási egységként (Guldenländer, azaz forint-országok), melyet 1¾ forint = 1 egyleti tallér árfolyamon számoltak át. Egy forint 60 krajcárral (Kreuzer), egy krajcár 4 pfenniggel, illetve 8 hellerrel (Heller) volt egyenlő.
A Habsburg Birodalomban egy, a fentitől eltérő forint (latinul: florin; németül: Gulden) volt forgalomban; másfél forint ért egy egyleti tallért. Az osztrák forint váltópénze a krajcár volt.

## Forgalmának megszűnése
A német egység létrejötte után az új államban egységes pénzt, a márkát vezették be 1 egyleti tallér = 3 márka értékben. Az aranymárka váltópénze a pfennig lett (1 márka = 100 pfennig), emiatt a korábbi garasok az új tízpfenniges érmével lettek egyenértékűek, így a garas név máig megmaradt a köznyelvben. Az egyleti tallérok még 1908-ig forgalomban maradtak három márka értékben, amikor kisebb hárommárkásokat vertek helyettük. A tallér nevet az 1930-as évekig használták a hárommárkás megnevezésére.
A Habsburg-birodalomban a kiegyezés után szűnt meg az egyleti tallér kibocsátása, 1867-től az osztrák-magyar forint lett a hivatalos elszámolási egység.